# Augustine Tochukwu Ukwuoma
Augustine Tochukwu Ukwuoma (* 29. August 1953 in Amucha, Bundesstaat Rivers, Nigeria) ist Bischof von Orlu und Psychologe. 

## Leben
Augustine Ukwuoma empfing am 30. Juli 1983 die Priesterweihe. Von 1983 bis 1992 war er Pfarrer in Amaigbo.
Von 1992 bis 1999 studierte Augustine Ukwuoma klinische Psychologie an der Loyola Marymount University in Los Angeles und an der University of Akron in Akron (Ohio). Während seiner Studienjahre war er zugleich stellvertretender Pfarrer der Pfarrei St. Ignatius in Los Angeles (von 1992 bis 1995) und Subsidiar an der Annunciation Church in Akron (von 1995 bis 1999). 1999 wurde er im Fach klinische Psychologie promoviert. Von 1999 bis 2002 war er Krankenhausseelsorger in Savannah (Georgia).
Nach seiner Rückkehr nach Nigeria 2002 war Ukwuoma Rector ecclesiae der Pfarrei St. Theresa in Uli im Bundesstaat Anambra. Zudem unterrichtete er von 2002 bis 2008 Psychologie am Priesterseminar in Owerri. Von 2004 bis 2008 war er Präsident der Vereinigung der Priester und Ordensleute der Isu, der größten Ethnie im Volk der Igbo.
Papst Benedikt XVI. ernannte Augustine Ukwuoma am 25. März 2008 zum Bischof von Orlu. Sein bischöflicher Wahlspruch „Diligere sicut dilexit Christus“ (lateinisch: „Lieben wie Christus geliebt hat“) bezieht sich auf einen Vers aus dem Johannesevangelium (Joh 15,12 ). Die Bischofsweihe spendete ihm der Apostolische Nuntius in Nigeria, Renzo Fratini, am 21. Juni desselben Jahres; Mitkonsekratoren waren Anthony John Valentine Obinna, Erzbischof von Owerri, und Gregory Obinna Ochiagha, emeritierter Bischof von Orlu.
In der nigerianischen Bischofskonferenz (Catholic Bishops Conference of Nigeria, CBCN) ist Bischof Ukwuoma der Vorsitzende des Komitees für die Inkulturation und die Übersetzungen liturgischer Bücher.